# وسيم مجيد
وسيم مجيد، (25 يونيو 1981 -) هو ممثل سوري.

## حياته ونشأته
حاصل على شهادة في التمثيل السينمائي والتلفزيوني من American Film Studio
عضو في نقابة الفنانين في سوريا منذ العام 2007 بصفة ممثل.
تلقى دروس التمثيل تحت إشراف الأستاذ باسم قهارالحاصل على بكالوريوس معادلة في الإخراج المسرحي من جامعة سيدني وخريج كلية الفنون الجميلة قسم الإخراج المسرحي من جامعة بغداد.
تلقى دروساً في الإلقاء المسرحي والأداء الصوتي على أيدي خبراء من روسيا الإتحادية، كما تلقى دروساً في التمثيل تحت إشراف أساتذة من المملكة المتحدة.
حاصل على شهادة HTTC من مركز التدريب والتطوير في دمشق 2003.

## أعماله[7]
شارك كممثل في عدة أعمال تلفزيونية ومسرحية وسينمائية.

### في المسرح
- التشكيلة هارولد بنتر 2006
- التشكيلة أفضل عرض في مهرجان الشباب المسرحي - سوريا- 2006
- التشكيلة في مهرجان دمشق المسرحي الدولي
- التشكيلة في حفل ختام مهرجان دمشق المسرحي الدولي 2006
- سلالم - المسرح القومي 2003
- أوراق أنطوان تشيخوف 2002

شارك بأكثر من 60 عرضاً مسرحياً تفاعلياً مع الجمهور لمدة سنة كاملة One Man Show.

### في التلفزيون
الفيلم التلفزيوني دموع مرام عُرض على ال بي سي الفضائية اللبنانية 2009

#### المسلسلات
- فرصة ثانية عرض على MBC في 2014
- أبو الملايين عرض على MBC في 2013
- 04 عُرض على إم بي سي في 2012
- أشياء تشبه الحب عُرض على تلفزيون أبو ظبي 2011
- أسعد الوراق عُرض على تلفزيون دبي 2010
- لعنة الطين عُرض على العديد من الفضائيات العربية 2010
- صدق وعده عُرض على العديد من الفضائيات العربية 2009
- رجال الحسم عُرض على ال بي سي الفضائية اللبنانية 2009
- رياح الخماسين عُرض على تلفزيون الجديد 2008
- سقف العالم ال بي سي الفضائية اللبنانية 2007
- الاجتياح عُرض على ال بي سي الفضائية اللبنانية 2007
- وشاء الهوى عُرض على العديد من الفضائيات العربية 2006
- فسحة سماوية عُرض على العديد من الفضائيات العربية 2006
- المارقون عُرض على ال بي سي الفضائية اللبنانية 2006

### في السينما
- شيء من الخوف فيلم قصير AMERICAN UNIVERSITY DUBAI - 2014
- ADRIFT فيلم قصير إنتاج NEW YORK FILM ACADEMY - 2013
- يمكن فيلم قصير 2010
- حراس الصمت إنتاج المؤسسة العامة للسينما 2009

### في الإذاعة
- آفاق مسرحية إذاعة دمشق
- حكم العدالة إذاعة دمشق

### في الإعلام
تلقى دروساً مكثفة في تصميم وخلق البرامج الإذاعية والتلفزيونية بإشراف باولو مخرج برنامج من سيربح المليون ( النسخة الإيطالية ) بدورة خاصة في مركز التدريب والتأهيل الإذاعي والتلفزيوني في دمشق التابع لجامعة الدول العربية في خطة وضعتها جامعة الدول العربية بالتعاون مع تلفزيون RAI الإيطالي لتطوير أفضل الكوادر العربية الشابة الموجودة على مستوى الوطن العربي.
حائز على المركز الأول لأفضل فيلم تسجيلي في سوريا ( الرجل الطفل )إعداداً وإخراجاً 2007
له تجربة خاصة كممثل في تقديم برنامج صباح الخير سوريا 2010-2011
له تجربة احترافية ONE MAN SHOW للعديد من العروض الإذاعية في إذاعة Melody FM التابعة لشبكة قنوات Melody المصرية. 2007-2009
قام بتقديم البرنامج الرئيسي للفضائية السورية برنامج صباح الخير يا سوريا على الهواء مباشرةً لمدة سنة كاملة وتم اختياره للظهور بالبرنامج الصباحي على شاشة الفضائية السعودية بمناسبة البث المشترك بين البرنامجين الصباحيين في أول ربط بين القناتين على الهواء مباشرةً 2010 – 2011 .

## وصلات خارجية
- وسيم مجيد على موقع قاعدة بيانات الأفلام العربية